# Sterling Noel
Sterling Noel (geboren am 28. März 1903 in San Francisco; gestorben am 9. November 1984 in West Paris, Maine) war ein US-amerikanischer Science-Fiction-Autor und Journalist.
Er verfasste zwei Science-Fiction-Romane. Der erste, I Killed Stalin (1951) behandelt die Verhinderung eines Dritten Weltkriegs durch die Ermordung des russischen Diktators Stalin in einer nahen Zukunft. Stalin lebte damals noch und starb erst 1953.
Der zweite Roman We who Survived (1959) schildert das Hereinbrechen einer neuen Eiszeit und die Flucht der Überlebenden in den wärmeren Süden mittels eines nukleargetriebenen Schneemobils. Der Roman wurde unter dem Titel Die fünfte Eiszeit 1964 ins Deutsche übersetzt.
Noel war mit der US-amerikanischen Ballerina, Choreografin und Ballettlehrerin Catherine Littlefield verheiratet.

## Werke
- I Killed Stalin. Farrar, Straus and Young, New York 1951.
- We who Survived. Avon Books, New York 1959.
  - Deutsche Ausgabe: Die fünfte Eiszeit. Deutsch von Fritz Moeglich. Heyne Bücher #278. Heyne, München 1964.